# Zhongguo

Caracteres simplificado y tradicional de la palabra "China" en idioma chino. El primer carácter se refiere a "central" y el segundo a "nación".

Zhongguo (chino tradicional: 中國, chino simplificado 中国, pinyin: zhōngguó,), literalmente Nación del centro, es el nombre con que el pueblo chino llaman a su nación histórica. El primer carácter zhōng (中) significa "centro", "medio" y guó (國) significa "Estado", "país" o "nación", que algunos traducen también como "reino" o "imperio". También emplean el término zhonghua (中华/zhōnghuá), este último de manera especial para documentos oficiales y en el nombre de la República Popular China y de la República de China.
El nombre de los imperios en la antigua china se basaban en el nombre de la dinastía reinante, por ejemplo, Dinastía Qing, Dinastía Zhou, etc., pero no Zhongguo. Aunque era un nombre de uso frecuente en la literatura China, occidental y de referencia, no fue sino hasta 1911 cuando se convirtió en nombre oficial de China.
El término zhongguo apareció por vez primera escrito en El Clásico de la Historia (书经, Shū Jīng) como el nombre de "el centro de la civilización o del mundo" o Tianxia (天下) "bajo el cielo", depende de la interpretación. La primera aparición de zhongguo (中國, zhōngguó) en un artefacto fue en una vasija He zun de la Dinastía Zhou del Oeste.
Siglos después, las riquezas de ese imperio atrajeron a exploradores y comerciantes árabes y europeos. Los árabes llamaron Cin a la región, como la antigua familia reinante. Los mercaderes venecianos, que llegaron después, transformaron el nombre a Cina, que se pronuncia 'China', pasando así a nuestra lengua. La mayoría de los chinos no sabe que Zhongguó tiene otro nombre en el resto del mundo.
En idioma español, suele utilizarse la denominación "Reino del Medio", como una alusión directa al nombre Zhongguó (de similar modo a la denominación de "Imperio del Sol Naciente" para Japón).